# 4-Chlor-2-nitrophenol
4-Chlor-2-nitrophenol ist eine organische Verbindung aus der Gruppe der Nitrobenzole und der Phenole.

## Gewinnung und Darstellung
4-Chlor-2-nitrophenol kann durch Reaktion von 1,4-Dichlor-2-nitrobenzol mit einer Natriumhydroxidlösung bei 145 °C gewonnen werden.

## Eigenschaften
4-Chlor-2-nitrophenol ist ein gelber kristalliner Feststoff. Es ist schwer entzündbar und praktisch unlöslich in Wasser.

## Verwendung
4-Chlor-2-nitrophenol ist eine wichtige Chemikalie, die in der Pharma-, Herbizid- und Pestizidindustrie weit verbreitet ist. Die Verbindung ist ein Isomer von Chlornitrophenolen, die in verschiedenen industriellen Abwässern nachgewiesen wurden. Für die Behandlung von 4-Chlor-2-nitrophenol-haltigem Abwasser wurden eine Reihe von physikalisch-chemischen Verfahren eingesetzt. Diese Methoden sind jedoch nicht so effektiv wie der mikrobielle Abbau.

## Sicherheitshinweise
Die Verbindung verursacht Reizungen der Haut, den Augen und den Atemwegen.
Entstehende Gase bei einer Verbrennung sind Kohlenstoffoxide, Stickoxide, Chlorwasserstoff, Cyanwasserstoff und Salpetersäure.